# حسين جليدان
حسين جليدان مواليد 11 يونيو 1996 في نجران ، السعودية، هو لاعب كرة قدم سعودي لعب سابقاً في نادي نجران.

## روابط خارجية
- حسين جليدان على موقع Soccerway.com (الإنجليزية)